# Миссекль
Миссе́кль (фр. Missècle, окс. Missegle) — коммуна во Франции, находится в регионе Юг — Пиренеи. Департамент — Тарн. Входит в состав кантона Гроле. Округ коммуны — Кастр.
Код INSEE коммуны — 81169.

## География
Коммуна расположена приблизительно в 580 км к югу от Парижа, в 50 км восточнее Тулузы, в 27 км к юго-западу от Альби.

## Климат
Климат умеренно-океанический. Зима мягкая и дождливая, лето жаркое с частыми грозами. Ветры довольно редки.

## Население
Население коммуны на 2010 год составляло 93 человека.
| 1962 | 1968 | 1975 | 1982 | 1990 | 1999 | 2010 |
| ---- | ---- | ---- | ---- | ---- | ---- | ---- |
| 92   | 123  | 79   | 89   | 121  | 100  | 93   |

## Администрация
| Период | Период | Фамилия        | Партия | Примечания |
| ------ | ------ | -------------- | ------ | ---------- |
| 2001   | 2008   | Ги Турнье      |        |            |
| 2008   | 2014   | Робер Батинь   |        |            |
| 2014   | 2020   | Патрисия Рикар |        |            |

## Экономика
В 2007 году среди 60 человек в трудоспособном возрасте (15—64 лет) 47 были экономически активными, 13 — неактивными (показатель активности — 78,3 %, в 1999 году было 79,1 %). Из 47 активных работали 37 человек (22 мужчины и 15 женщин), безработных было 10 (4 мужчины и 6 женщин). Среди 13 неактивных 1 человек был учеником или студентом, 8 — пенсионерами, 4 были неактивными по другим причинам.